# Johan Gadolin
Johan Gadolin, finski kemik, fizik in mineralog, * 5. junij 1760, Turku, Finska, † 15. avgust 1852, Mynämäki, Finska.
Gadolin je odkril kemični element itrij. Po njem so poimenovali element gadolinij in mineral gadolinit.

## Življenje
Johan Gadolin se je leta 1760 rodil v mestu Åbo (finsko ime Turku) na Finskem (takrat del Švedske). Bil je sin Jakoba Gadolina, profesorja fizike in teologije na Åbo.  Pri svojih 35 letih se je poročil s Hedvig Tihleman, s katero je imel devet otrok. Po ženini smrti se je pri 59 letih poročil z Ebbo Palander. Leta 1822 pa se je upokojil kot zaslužni profesor, kar je bila obvezna starost za upokojitev. 5 let kasneje (1827) se je pripetil veliki požar v Turkuju, ki se je začel v pekarni in poškodoval ali uničil večji del mesta Åbo. Gadolinov laboratorij in zbirka mineralov v bližini katedrale sta bila uničena. Umrl je v Mynämäkiju na Finskem 15. avgusta 1852. 

### Mladost
Njegov prvi začetek je bil študij matematike na Kraljevi akademiji v Turkuju (Åbo Kungliga Akademi), ko je bil star petnajst let. Kasneje je svojo smer spremenil v kemijo, kjer je študiral pri Pehr Adrianu Gaddu. Leta 1779 se je Gadolin preselil na univerzo v Uppsali. Leta 1781 je pod vodstvom Torberna Bergmana objavil disertacijo Dissertatio chemica de analysi ferri ("O analizi železa"). Bergman je ustanovil pomembno raziskovalno šolo med katerimi je bil član Gadolin.

## Kariera
Gadolin je leta 1785 postal izredni profesor na Åbo (neplačano delovno mesto). Od leta 1786 je opravil kemijsko "veliko turnejo" po Evropi, obiskal je univerze in rudnike v različnih državah. Sodeloval je z Lorenzom Crellom, urednikom revije Chemische Annalen v Nemčiji, ter z Adair Crawford in Richardom Kirwanom na Irskem. Gadolin je bil leta 1790 izvoljen za člana Kraljevske švedske akademije znanosti. Gadolin je postal redni profesor kemije na Kraljevi akademiji v Turkuju leta 1797,  po smrti Pehra Adriana Gadda. Položaj je obdržal do upokojitve leta 1822. [3] Bil je eden prvih kemikov, ki je študentom dajal laboratorijske vaje. Študentom je celo dovolil, da so uporabljali njegov zasebni laboratorij. 

## Dosežki v kemiji
Bil je pomemben član v znanosti, kjer je prispeval svoje znanje na veliko področjih. Čeprav ni nikoli obiskal Francije,  je postal zagovornik teorije zgorevanja Antoina Lavoisierja. Gadolinov "Inledning till Chemien" (1798) je bil prvi učbenik kemije v nordijskih državah, ki je dvomil v teorijo flogistona in razpravljal o vlogi kisika pri zgorevanju na sodoben način. 

### Študij toplote
Gadolin je preučeval razmerje med toploto in kemičnimi spremembami. To termokemijsko delo je zahtevalo izredno natančne meritve. Gadolin je objavil pomembne članke o specifični toploti do leta 1784 in o latentni toploti pare leta 1791. Pokazal je, da je vročina ledu enaka vročini snega, in objavil standardni nabor toplotnih tabel. Nadaljeval je očetovo raziskavo o posebni toploti. Določil je tudi absolutno ničlo in najnižjo točko na lestvici toplote.

### Itrij, element za redke zemlje
```
Itrija ali itrijev oksid je bila prva znana spojina redkih zemeljskih kovin, ki takrat v sodobnem smislu še ni veljala za element.
```

Leta 1792 je Gadolin prejel vzorec črnega težkega minerala, ki ga je v švedski vasi Ytterby blizu Stockholma našel Carl Axel Arrhenius v kamnolomu. Z natančnimi poskusi je Gadolin ugotovil, da je približno 38% vzorca prej neznana "zemlja", oksid, ki je bil kasneje imenovan itrija. Njegovo delo je bilo objavljeno leta 1794. 

### Gadolinij (Gd)
```
Gadolinij
 je kemični element s simbolom Gd.
```

Leta 1800 je Gadolin začel preiskovati mineral, ki se imenuje gadolinit. Leta 1880 sta bila mineral in njegova oksidna gadolinija poimenovana po njemu. 

### Oksidacijska stanja
Leta 1788, je dokazal da je lahko element v različnih oksidacijskih stanjih. V njegovem primeru sta to Sn (II) in Sn (IV). Kombinira se z večjimi ali manjšimi količinami kalcinirajoče snovi. Opisal je tudi prvo preučeno reakcijo nesorazmerja (disproporcionacija): 
2 Sn (II) ⇌ Sn (0) + Sn (IV).

### Analizna kemija
Ko je Gadolin določil sestavo pruskega modrega, je predlagal metodo za obarjanje železovega železa kot fero-fericianid, s tem je tudi prišel na Finsko revijo. Številna njegova dela so bila objavljena v različnih jezikih po svetu. Leta 1825 je objavil "Systema fossilium analysibus chemicis examinatorum secundum partium constitutivarum rationes ordinatorium", sistem razvrščanja mineralov, ki temelji na kemijskih principih. Uvod opisuje Gadolinove teorije, besedilo pa sistematično prikazuje mineralne vrste. Gadolin je znan tudi po objavi enega najzgodnejših primerov protitočnih kondenzatorjev. Leta 1791 je z uporabo "principa protitoka" izboljšal očetovo zasnovo kondenzatorja. Z zahtevo, da vodna hladilna tekočina teče navkreber, se je povečala učinkovitost kondenzatorja. To načelo je kasneje uporabil Justus Liebig, kar danes običajno imenujemo Liebigov kondenzator. 
PAK TONG: Ena zadnjih Gadolinovih študij je bila kemijska analiza kitajske zlitine pak tong v letih 1810 in 1827, znana tudi kot alpaka ali nemško srebro. Bil je cenejši nadomestek srebra, ki je pogosto vseboval baker, cink, nikelj in kositer. 

## Nagrade
Gadolin je bil viteški in je registriran pod številko 245 v finski Hiši plemstva. Odlikovan je bil tudi z redom svetega Vladimirja in z redom svete Ane. 